# Tex (fumetto)
Tex è una serie a fumetti western incentrata sull'omonimo personaggio ideato nel 1948 da Giovanni Luigi Bonelli e Aurelio Galleppini ed edita in Italia dalla Sergio Bonelli Editore.
Insieme a Topolino e Diabolik è considerata la più famosa e longeva serie a fumetti italiana di sempre, nonché la testata di punta della casa editrice milanese. Il personaggio nacque nel 1948 senza molte aspettative per il suo successo ma divenne col tempo un fenomeno editoriale pubblicato regolarmente dopo oltre settant'anni e oggetto negli anni anche di indagini sociologiche, tesi di laurea e iniziative volte a celebrarlo come mostre, incontri, volumi di critica e testi di saggistica. La serie è stata una delle più vendute in Italia arrivando a vendere anche 700 000 copie al mese, mentre nel 2010 la tiratura superava le 200 000 copie. La serie è tradotta in molti paesi europei ed extra-europei. Nel 1985 ne fu realizzata una trasposizione cinematografica.

## Storia editoriale

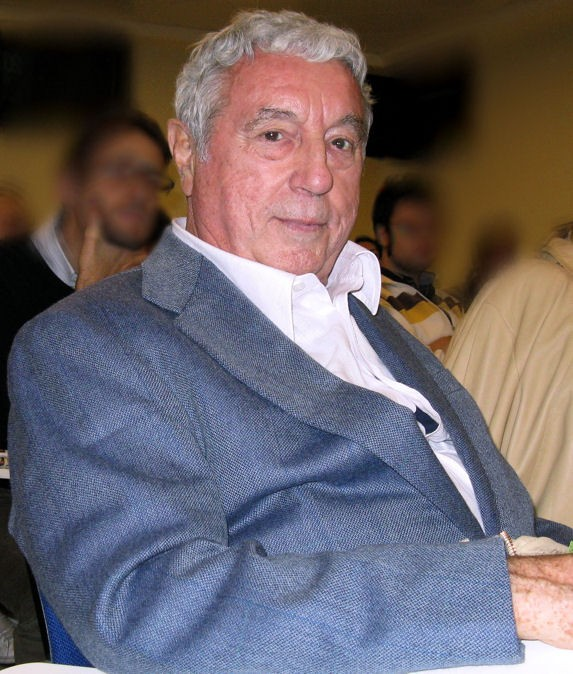
Sergio Bonelli, editore nonché sceneggiatore di Tex (con lo pseudonimo di Guido Nolitta)

### Origini del personaggio
Il personaggio di Tex Willer venne ideato da Giovanni Luigi Bonelli e Aurelio Galleppini mentre stavano lavorando a un altro personaggio sul quale avevano concentrato le loro aspettative di successo, Occhio Cupo, una classica storia di cappa e spada. Nelle prime storie realizzate, il personaggio riprendeva molte caratteristiche dal personaggio di Occhio Cupo come i jeans così stretti da sembrare una calzamaglia, gli stivali flosci e la camicia a frange. Quando, contrariamente a tutte le previsioni, Occhio Cupo si rivelò un insuccesso mentre Tex incominciava a riscuotere il successo del pubblico, queste caratteristiche vennero abbandonate in favore dell'aspetto che caratterizzerà d'ora in poi il personaggio. Il nome fu ispirato dall'insegna di un negozio milanese, "Tex Moda" mentre il cognome avrebbe dovuto essere "Killer", ma fu stemperato in Willer su consiglio di Tea Bonelli poco prima di andare in stampa per non sfidare le ire dei censori.
Tex, secondo personaggio western ideato da Bonelli, dopo Il Giustiziere del West, risalente al 1947, esordì nelle edicole in un periodo in cui i personaggi del genere, quali Blek Macigno e Capitan Miki del trio di autori noto come EsseGesse, godevano di grande successo ma, a differenza di questi e altri personaggi, il successo di Tex si confermerà più duraturo, tanto da diventare il personaggio dei fumetti italiani più longevo in assoluto. Anticipando il revisionismo storico statunitense, Tex è il primo personaggio dei fumetti ad offrire un diverso punto di vista sui nativi americani dell'epopea Western, che non appaiono più come macchiette stereotipate di selvaggi, ma come popoli dotati d'una evoluta e radicata cultura.

### La prima collana a strisce (Collana del Tex)

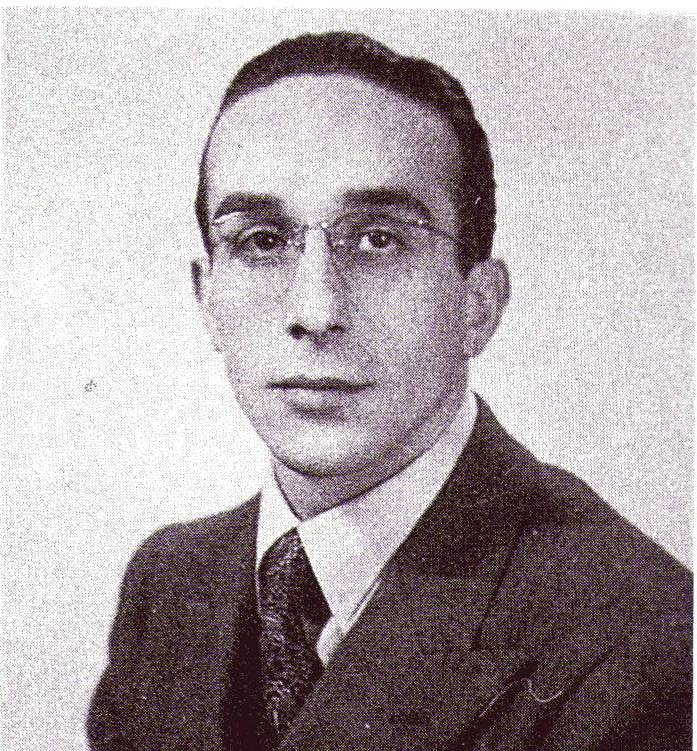
Aurelio Galleppini nel 1948

Le storie del personaggio vennero in principio pubblicate dalle Edizioni Audace - che poi cambiarono nome in Edizioni Araldo - nel formato a strisce (16,5 × 8 cm) caratteristico dell'epoca all'interno della Collana del Tex della quale complessivamente vennero pubblicati in totale 973 numeri divisi in 36 serie con periodicità settimanale dal 1948 al 1967.
Nel 2021 le prime 4 serie vengono riproposte allegate al Corriere della Sera e a La Gazzetta dello Sport in versione anastatica. Nella stessa occasione viene pubblicata una nuova serie - intitolata Silver Star - nello stesso formato, la prima in formato striscia dagli anni Sessanta.
Le rese venivano poi utilizzate per confezionare le cosiddette raccoltine nelle quali un certo numero di albi a strisce venivano privati della copertina e assemblati insieme (il numero degli albi accorpati variava) con una nuova copertina in cartoncino disegnata appositamente da Galep; ne vennero edite tre serie, la prima di sette albi tra il 1949 e il 1950, la seconda (detta serie bianca) tra il 1950 e il 1966 di 132 albi e la terza (detta serie rossa) di 194 albi dal 1956. Nel 1952 ci fu la prima ristampa cronologica delle storie già pubblicate nel formato a striscia e rimontate a tre strisce per tavola, in un formato ad albo, nella collana quindicinale Albi d'Oro che venne edita fino al 1960 dopo 205 numeri divisi in 8 serie. Come avveniva per le strisce, le rese degli Albi d'Oro vennero poi raccolte in albi con una nuova copertina inedita; dal 1954 al 1957 vennero editi 29 numeri di questa serie, che viene ricordata come la prima serie "Gigante", la più rara tra le serie dedicate al personaggio e la più ricercata dai collezionisti.

### Collana Gigante
In seguito al successo della collana in formato "Gigante", l'editore avviò una seconda ristampa con le stesse caratteristiche, che poi sostituirà la collana a strisce nella pubblicazione delle storie inedite e che sarà anche adottata dalle altre testate della Bonelli. Questa testata esordì nell'ottobre 1958 come ristampa integrale degli episodi già pubblicati, mentre sulla collana a strisce uscivano ancora inediti, per poi iniziare ad ospitare avventure mai presentate prima, in quanto il crescente successo convinse l'editore a puntare su questa abbandonando il formato precedente in uso. Ciò avvenne da pagina 69 del n. 96 (ottobre 1968). Intanto dal n. 22 la pubblicazione modificò il nome da Serie gigante a Collana Tex gigante e, dal n. 162, assunse la denominazione definitiva di Tex.
Nel 2021 la regola della mensilità viene infranta con l'introduzione del numero "bis" (729 bis). Quella che all'inizio sembra un evento sporadico, viene confermato e da quell'anno in poi in luglio escono due albi di Tex. La caratteristica di questi bis è di contenere una storia autoconclusiva, slegata dall'eventuale consecutività della storie presenti; quindi un racconto non concluso nell'albo con numerazione regolare proseguirà solo sul successivo, non coinvolgendo il bis.

#### Contenuti dell'albo
Dopo i primi numeri stampati in misura leggermente maggiore, spillati con punti metallici e con 160 pagine, divenute poi 128, la serie si stabilizza su un formato di 16 × 21 cm per 112 pagine brossurate. Queste caratteristiche identificano quello che è noto come il formato “bonelliano” standard successivamente adottato anche da altri editori, i cui prodotti vengono chiamati in gergo bonellide.
Il numero di pagine di un singolo albo è variato nel tempo, ma dal n. 93 si è stabilizzato a 116 pagine delle quali (salvo il numero 744 che ne conteneva 132), le tavole dedicate al racconto a fumetti sono 110,  mentre le altre sono occupate da un frontespizio a pagina 3 mentre a pagina 4 per molti anni vennero elencati gli arretrati, poi sostituiti da rubriche, le altre quattro costituiscono la copertina che presenta un disegno col titolo dell'albo e il logo della testata mentre il retro, la pagina 2, è destinata ai redazionali; la terza e la quarta di copertina riportano la pubblicità di testate della casa editrice di prossima pubblicazione e forniscono anticipazioni sul numero seguente di Tex. Comunque non è infrequente che il contenuto di queste pagine venga modificato riportando altri contenuti come ad esempio alcune rubriche.
Le copertine della seconda serie gigante sono state realizzate fino al n. 400 da Aurelio Galleppini e poi da Claudio Villa e rappresentano sempre il protagonista, salvo rare eccezioni; le immagini inizialmente non avevano un rapporto diretto con la storia, ma in seguito venne sempre raffigurata una scena attinente col racconto e di norma vi è anche una relazione diretta con il titolo.
Gli albi della serie sono bianco e nero a eccezione del n. 100 e dei suoi multipli e dei nn. 575 e 695, del settembre del 2008 e del settembre 2018, per celebrare, rispettivamente, il sessantesimo e il settantesimo anniversario dell'esordio del personaggio.
I racconti sono di varia lunghezza e si possono sviluppare su più albi. La storia più lunga è Ritorno a Pilares di Nolitta e Letteri, iniziata a pag. 79 del n. 387 e si conclude dopo cinque albi per un totale di 586 pagine.
Negli albi dal n. 23 al n. 26, sono presenti due brevi racconti sceneggiati da Bonelli non incentrati sul personaggio di Tex: il primo, Sulla pista di forte Apache, disegnato da Franco Donatelli e il secondo, Il feticcio tragico, disegnato da Vittorio Coliva.
Nel febbraio 2019, con l'uscita del n. 700, e sommando anche le storie pubblicate su altre collane, il fumetto ha superato le 100.000 tavole edite.

### Ristampe
Negli anni sessanta il successo della serie era ormai conclamato e le richieste dei primi numeri da parte dei lettori vennero soddisfatte con l'invenduto e con riedizioni non ufficiali, riconoscibili per alcune modifiche apportate rispetto agli originali; queste modifiche vennero ritenute necessarie per il clima del periodo - ci furono anche proposte di legge volte al controllo preventivo sulle pubblicazioni a fumetti - e gli editori di periodici per ragazzi decisero una forma di autocontrollo sui contenuti pubblicati che veniva certificato anche con un apposito marchio - GM (Garanzia Morale) - che coinvolse anche Tex. In questo contesto l'editore decise di intervenire modificando sia dialoghi ritenuti troppo violenti che l'abbigliamento dei personaggi femminili ritenuti troppo audaci. Vennero quindi ristampati, dopo essere stati emendati, i primi albi della seconda serie gigante. Esistono comunque anche edizioni dei primi 14 numeri non censurate. Il marchio apparve sulle pagine del fumetto fino al n. 84. In seguito vennero apportate altre modifiche ai testi, ma si tratta perlopiù di correzione di refusi o di modifiche stilistiche, non attuate allo scopo di prevenire possibili interventi dell'autorità.
La prima ristampa ufficiale della seconda serie gigante esordì nel 1964 nella collana Tex Tre Stelle, in tutto simile all'originale tranne per la presenza di tre stelle sul dorso dei volumi e con alcuni testi e disegni riveduti e corretti. La testata venne edita per oltre cinquant'anni fino a febbraio 2017 col n. 636; la collana è proseguita con la nuova testata Classic Tex, in cui è presente una doppia numerazione, quella di testata e quella di collana. La nuova testata è caratterizzata da una fogliazione inferiore allo standard dell'editore, con le tavole a colori e con copertine riprese anche dagli Albi d'Oro, TuttoTex e Tex nuova ristampa.
Una seconda ristampa riveduta e corretta, Tutto Tex, esordì nel 1985, mentre una terza, Tex nuova ristampa, anch'essa riveduta e corretta nei testi, esordì nel febbraio 1996. Sono ancora entrambe in corso di pubblicazione. Nel febbraio 2025 viene annunciata un'ulteriore ristampa della serie regolare, Tex Collezione Book, caratterizzata da albi cartonati in formato 16x21 in pubblicazione dall'aprile 2025.
Dal febbraio 2005 è stata introdotta anche la ristampa della collana Speciale Tex, con cadenza semestrale, Tex Stella d'Oro. Nel febbraio 2007, esordì una riedizione cronologica della serie e nota come Collezione storica a colori edita dal Gruppo L'Espresso alla quale seguì nel marzo 2014 la nuova collana Collezione storica a colori Gold, per la pubblicazione di storie presenti negli albi fuori-serie come i Maxi Tex e gli Almanacchi del West.
Nel settembre 2021 viene annunciata un'ulteriore collana di ristampe, presentata come Super Tex, che dal novembre dello stesso anno approderà nelle edicole. All'interno trovano spazio le avventure presenti negli albi fuori serie ricolorate e le cui copertine sono affidate a Stefano Biglia.

### SerieTex Willer
Nel 2018 ha esordito Tex Willer, una serie mensile scritta da Mauro Boselli e dedicata a storie ambientate durante la giovinezza del personaggio, nel classico formato in bianco e nero ma con 64 pagine. La serie è stata anticipata da un numero zero allegato in omaggio alle serie Tex (n. 697) e Zagor (n. 640, o Zenith n. 691). Da dicembre 2019 a questo spin-off è associato un albo fuori serie annuale, lo Speciale Tex Willer a colori.
Come copertinista unico viene scelto Maurizio Dotti, salvo per il numero zero la cui copertina è stata realizzata da Alessandro Piccinelli.

### SerieTex Willer Extra
Il 3 luglio 2021 la Sergio Bonelli editore presenta la riedizione del Texone Il magnifico fuorilegge, uscito nel 2017 scritto da Mauro Boselli e disegnato da Andrea Andreucci, che fu l'origine della nuova serie Tex Willer: una pubblicazione estiva divisa in 3 numeri.

### Albi fuori serie
Alla serie regolare sono state affiancate testate con periodicità in genere annuale. La prima di queste esordì nel giugno 1988, per celebrare il quarantennale del personaggio, ed era un albo di grande formato contenente una lunga storia inedita. Il successo dell’iniziativa portò a dar vita a una collana regolare vera e propria dove pubblicare opere di grandi nomi del fumetto internazionale. La collana è nota come Speciale Tex ma anche informalmente come “Texoni”, per via del grande formato.
Altre collane annuali sono l'Almanacco del West (Tex Magazine dal 2016) e il Maxi Tex. Il primo è caratterizzato, oltre che dalla presenza di una storia a fumetti, da servizi e materiale informativo sul mondo del genere western; il secondo ha il classico formato bonellide ma con maggiore foliazione (circa 300 pagine), chiamato in gergo texiano "Il balenottero".  Nel 2011 si aggiunge la testata Color Tex che presenta storie inedite a colori di formato e durata variabile, talvolta con sceneggiatura e disegni a opera di autori alla prima esperienza con il mondo di Tex. Nel 2015 la novità è la volta del cartonato a colori Tex Romanzi a fumetti inaugurato da Paolo Eleuteri Serpieri con periodicità semestrale. La peculiarità oltre al formato di dimensioni maggiori sta nella colorazione più elaborata e affidata a un team specializzato di coloristi.
Caso unico e particolare è quello della storia "La banda del campesino" del 1951 che venne pubblicata a puntate sulla quarta di copertina della 3ª serie a striscia; l'episodio presentava le vicende non seguendo l'ordine cronologico degli eventi, ma casualmente e pertanto doveva essere ricostruito dai lettori. Nel 2017 il breve racconto è stato incluso nel cofanetto Tex Dynamite.
Il 15 novembre 2023 esce il volume Ombre di morte contenente una storia inedita di Gianluigi Bonelli e illustrata da Sergio Tarquinio ritrovata dopo anni e pubblicata con allegata la sceneggiatura originale Composta da tre strisce, ma non portata a termine, viene fatta risalire presumibilmente agli anni sessanta. Nel volume sono presenti alcune tavole della ad opera di Boselli (testi) e Torricelli (disegni) che concluderanno, in un'ulteriore uscita, la vicenda.

### Storie extra-Bonelli
Alle pubblicazioni edite dalla Bonelli si aggiungono alcune storie brevi inedite del personaggio, ovvero mai stampate dalla Bonelli, ma pubblicate su testate di altri editori.

## Gli autori
Il primo albo e strisce, Il totem misterioso, uscì nelle edicole il 30 settembre 1948 con i disegni del creatore grafico Aurelio Galleppini, a cui si aggiungeranno, visto l'aumento dell'impegno imposto anche dall'incremento di pagine del nuovo formato editoriale introdotto a partire dal n.  95, altri disegnatori: Guglielmo Letteri, Erio Nicolò, Giovanni Ticci, Fernando Fusco e Virgilio Muzzi, i quali formeranno il gruppo storico dei fumettisti impegnati col personaggio. Successivamente si aggiungeranno Claudio Villa, Vincenzo Monti, Fabio Civitelli e il primo autore straniero Jesús Blasco, cui seguiranno negli anni molti altri disegnatori anche stranieri come gli spagnoli Alfonso Font, José Ortiz, Manfred Sommer e gli argentini Enrique Breccia e Miguel Ángel Repetto. Per la realizzazione degli albi Speciali (Texoni) vengono incaricati diversi maestri riconosciuti del fumetto italiano e internazionale, come lo statunitense Joe Kubert e l'italiano Magnus, i quali, grazie alla libertà espressiva concessa, hanno fornito interpretazioni molto diverse e personali del personaggio.
Le copertine della serie dagli esordi fino al n. 400 (febbraio 1994) sono sempre state realizzate da Galleppini che venne sostituito da Claudio Villa, autore anche di quelle degli Almanacchi del West e dei MaxiTex. Fanno eccezione le collane Speciale Tex e Tex romanzi a fumetti che sono opera dello stesso autore delle tavole e, dal 2013, quelle di alcuni Color Tex per il quale si incarica un artista estraneo al progetto.
Quasi tutti i testi sono stati scritti dall'autore Giovanni Luigi Bonelli, dal figlio Sergio (firmati con lo pseudonimo di Guido Nolitta), da Claudio Nizzi e da Mauro Boselli; questi ultimi, pur rispettando i canoni fissati da Bonelli, hanno contribuito a sviluppare le personalità del protagonista e dei comprimari. Il personaggio di Giovanni Luigi Bonelli è granitico, insofferente verso l'autorità, coadiuvato quasi costantemente da tre amici altrettanto decisi; Nolitta preferisce mostrarlo più spesso da solo e meno sicuro di sé, umanizzandone in questo modo la figura; Nizzi, che inizialmente cerca di rimanere nel solco dell'originale, lo trasforma poi in parte in un classico investigatore in cerca di prove, per lo più assistito dal solo Carson; infine Boselli, il quale presenta storie dalle trame molto più intricate, con molti comprimari. Dopo il n.  600, cominciano ad aggiungersi altri autori come Tito Faraci, che scriverà svariate avventure del personaggio tra il 2007 e il 2018, Pasquale Ruju che entra a tempo pieno nello staff della testata e Gianfranco Manfredi più saltuariamente. Al di fuori della serie regolare, lo spagnolo Antonio Segura, è l'autore di sei MaxiTex dal 1997 al 2011.
Nel 2018, per la prima volta, viene affidato a una sceneggiatrice, Gabriella Contu, un breve racconto pubblicato in un Color.
Tra gli autori a partire dal numero 100 si possono annoverare anche i coloristi. Se per anni si tratterà di lavori occasionali per albi celebrativi, con l'introduzione del Color Tex e dei Romanzi a fumetti si formerà gradualmente uno staff dedicato, mentre i lavori affidati a team esterni (GFB Comics e Overdrive studio) si diraderanno.

### Ideatori
- Gianluigi Bonelli, ideatore della serie e sceneggiatore
- Aurelio Galleppini, creatore grafico, copertinista della serie sino al numero 400 e disegnatore

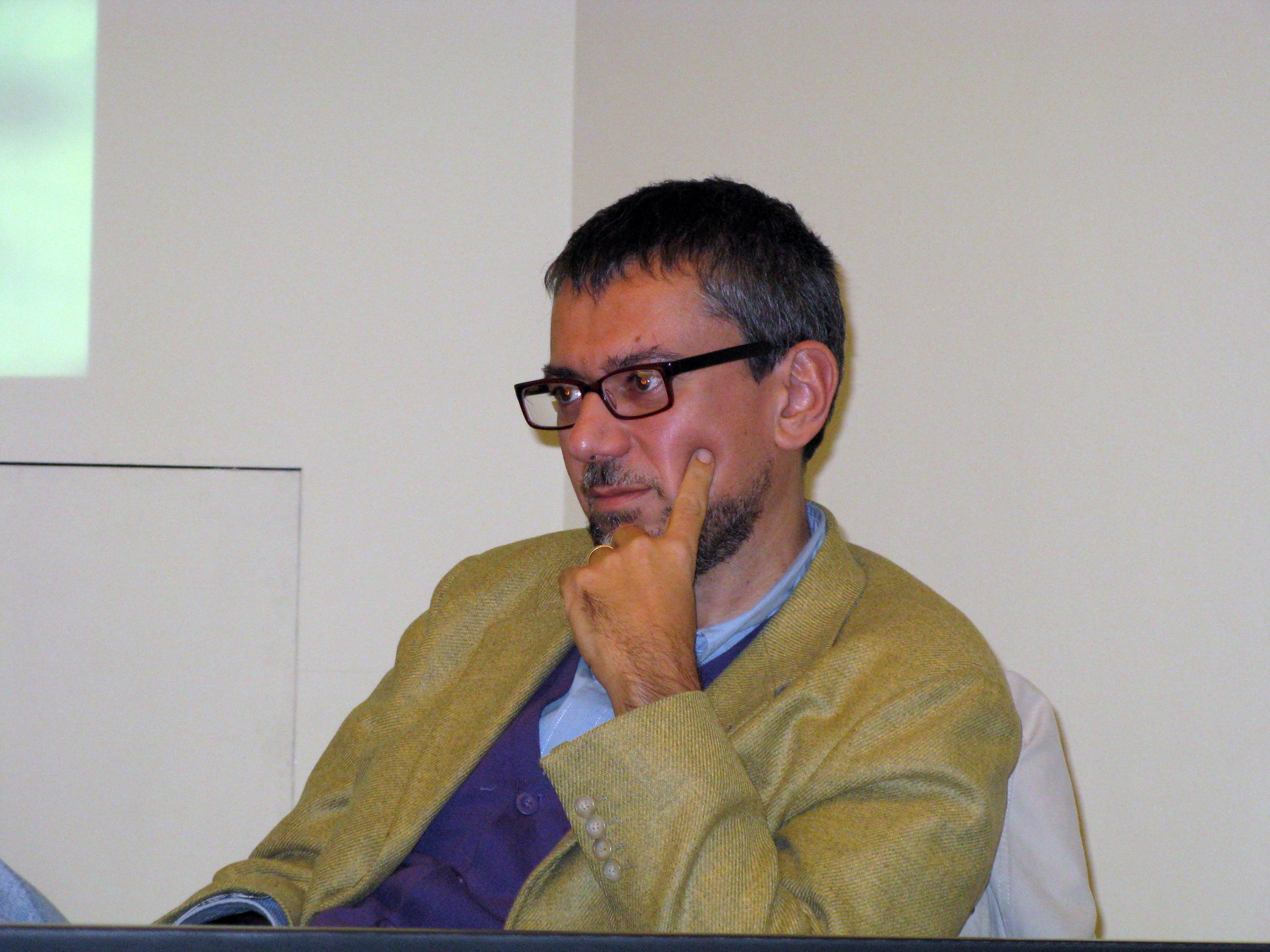
Tito Faraci, uno degli sceneggiatori che ha lavorato per la testata, al Lucca Comics 2009

### Sceneggiatori
- Mauro Boselli
- Moreno Burattini
- Decio Canzio
- Tito Faraci
- Giorgio Giusfredi
- Gianfranco Manfredi
- Michele Medda
- Claudio Nizzi
- Guido Nolitta (Sergio Bonelli)
- Jacopo Rauch
- Pasquale Ruju
- Antonio Zamberletti

### Sceneggiatori ospiti
(col termine "ospite" si intende un autore che non ha realizzato albi sulla serie regolare)
- Fabrizio Accatino, ha realizzato: Color Tex 16 (episodio La voce del killer).
- Giancarlo Berardi, ha realizzato: Maxi Tex 1991.
- Marcello Bondi, ha realizzato: Colore Tex 14 (episodio Juliet).
- Diego Cajelli, ha realizzato: Tex Magazine 3 (episodio Detenuto modello), Color Tex 20 (episodio La voce del muto).
- Andrea Cavalletto, ha realizzato: Color Tex 12 (episodio Giustizia!).
- Gabriella Contu,  ; Color Tex 24 (episodio I fratelli rapinatori).
- Gino D'Antonio, ha realizzato: Maxi Tex.
- Chuck Dixon, ha realizzato: Color Tex 14 (episodio L'apache bianco), Tex Magazine 2 (episodio Terrore tra i boschi), Tex Romanzi a Fumetti 8.
- Paolo Eleuteri Serpieri, disegnatore e copertinista, ha realizzato: L'eroe e la leggenda nel 2015.
- Giovanni Gualdoni ha realizzato: Color Tex 14 (episodio Rivolta a Vicksburg).
- Filippo Iiriti ha realizzato: Color Tex 18 (episodio Il mio nome è Waneka).
- Luigi Mignacco ha realizzato: Color Tex 8 (episodio Chindi); Tex Magazine 3 (episodio L'anima del guerriero); Tex Magazine 6 (episodi Il ladro gentiluomo e Il grande incontro).
- Emanuele Mosca, ha realizzato: Color Tex 20 (episodio Memorie di un soldato)
- Roberto Recchioni, ha realizzato: Color Tex 6 (episodio Randy il fortunato), Color Tex 7, Speciale Tex Willer 2.
- Majo, ha realizzato: Color Tex 16 (episodio L’ultimo dei Mimbres), Color Tex 22 (episodio Yavapai).
- Alessandro Russo, ha realizzato: Color Tex 24 (episodio I due volti della legge)
- Antonio Segura, ha realizzato: Maxi Tex 1997, Maxi Tex 1999, Maxi Tex 2000, Maxi Tex 2004, Maxi Tex 2009, Maxi Tex 2011.
- Antonio Serra, ha realizzato: Color Tex 16 (episodio Attenti al lupo).
- Gigi Simeoni, e disegnatore, ha realizzato: Color Tex 8 (episodio La Banda Hogan).
- Francesco Testi, ha realizzato: Color Tex 10 (episodio Amici per la morte).

### Copertinisti
- Aurelio Galleppini
- Claudio Villa, copertinista della serie dal numero 401 e disegnatore

### Copertinisti ospiti
(col termine "ospite" si intende un autore che non ha realizzato copertine sulla serie regolare)
Tutte le copertine dei Texoni e dei Romanzi a Fumetti sono state affidate, fin dal primo albo, allo stesso disegnatore che ha realizzato la storia, mentre quelle dell'inedito mensile Tex Willer tutte a Maurizio Dotti. A questi si aggiungono i copertinisti cui, dal 2013, viene affidata l'illustrazione di una delle due copertine del Color Tex che escono annualmente. Verso la fine degli anni '10 del XXI secolo vengono proposte anche alcune versioni alternative (variant) della stessa copertina.
- Massimo Carnevale, ha realizzato: Color Tex 18
- Raul e Gianluca Cestaro, hanno realizzato: Color Tex 14.
- Giulio De Vita, ha realizzato: Color Tex 6, Tex Romanzi a Fumetti 4.
- Gary Frank, ha realizzato: Color Tex 10.
- Tanino Liberatore, ha realizzato: Color Tex 8.
- Corrado Mastantuono, ha realizzato: Color Tex 24.
- Alessandro Piccinelli, ha realizzato: Color Tex 16.
- Andrea Venturi, ha realizzato: Color Tex 22.
- Laura Zuccheri, ha realizzato: Color Tex 4.

### Disegnatori
- Gianluca Acciarino
- Stefano Andreucci
- Michele Benevento
- Marco Bianchini
- Stefano Biglia
- Jesús Blasco
- Alessandro Bocci
- Bruno Brindisi
- Giovanni Bruzzo
- Giuseppe Candita
- Aldo Capitanio
- Raul e Gianluca Cestaro
- Fabio Civitelli
- Giacomo Danubio
- Víctor de la Fuente
- Pasquale Del Vecchio
- Raffaele Della Monica
- Maurizio Dotti
- Lucio Filippucci
- Alfonso Font
- Giovanni Freghieri
- Pasquale Frisenda
- Fernando Fusco
- Aurelio Galleppini (anche copertinista)
- Francesco Gamba
- Ernesto Rudesindo García Seijas
- Alberto Giolitti
- Yannis Ginosatis
- Carlos Gómez

- Lino Jeva
- Mauro Laurenti
- Massimiliano Leonardo (Leomacs)
- Guglielmo Letteri
- Carlo Raffaele Marcello
- Corrado Mastantuono
- Mario Milano
- Vincenzo Monti
- Virgilio Muzzi
- Alessandro Nespolino
- Erio Nicolò
- José Ortiz
- Alessandro Piccinelli
- Giuseppe Prisco
- Bruno Ramella
- Pietro Raschitelli
- Miguel Ángel Repetto
- Rossano Rossi
- Michele Rubini
- Marco Santucci
- Manfred Sommer
- Dante Spada
- Giovanni Ticci
- Marco Torricelli
- Mario Uggeri
- Andrea Venturi

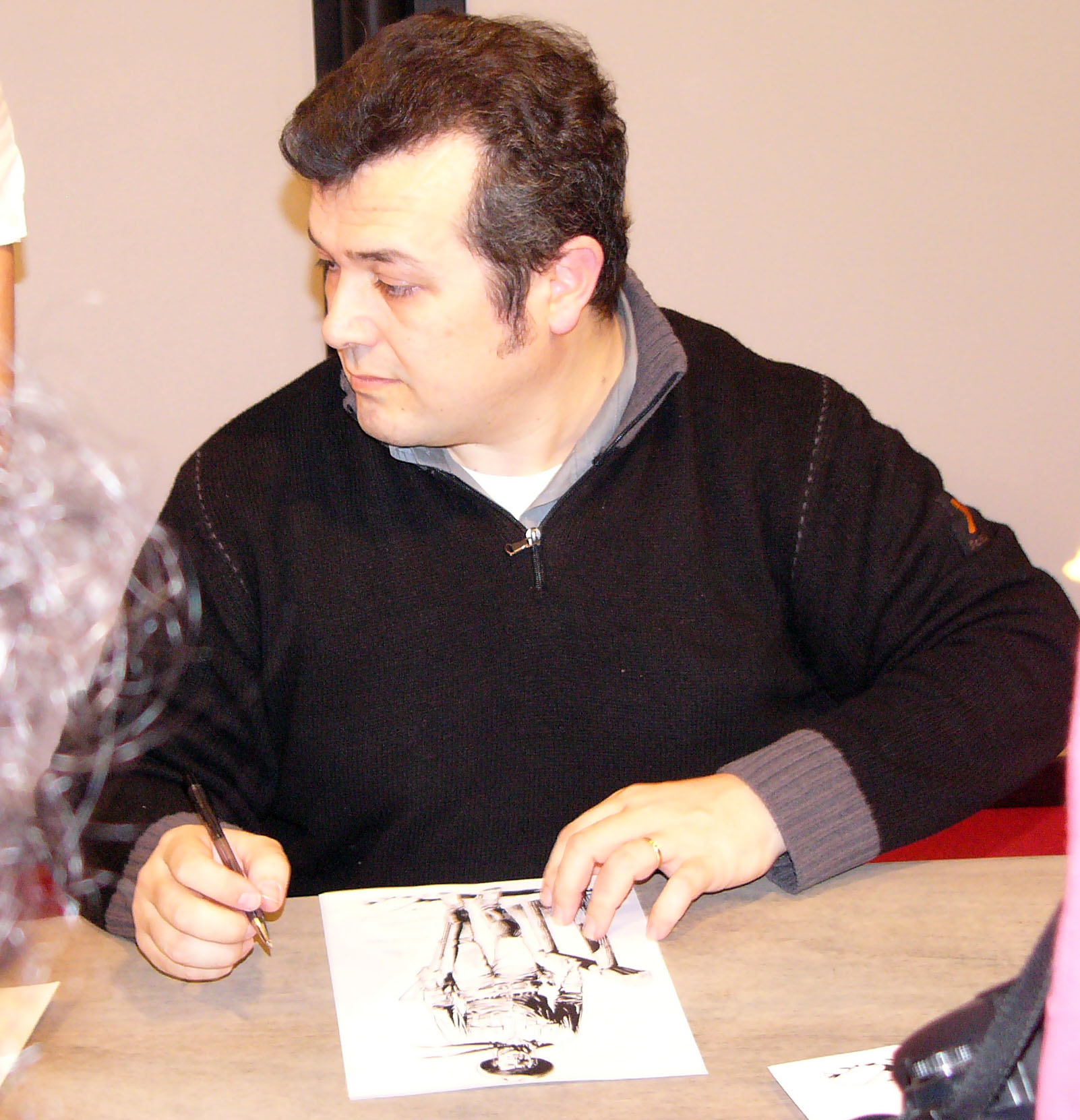
Claudio Villa, copertinista, mentre autografa

- Claudio Villa (anche copertinista)
- Guido Zamperoni

### Disegnatori ospiti
(col termine "ospite" si intende un autore che non ha realizzato albi sulla serie regolare)
- Andrea Accardi, ha realizzato: Color Tex 6 (episodio Randy il fortunato).
- Mario Alberti, ha realizzato: Tex Romanzi a Fumetti 2.
- Giancarlo Alessandrini, ha realizzato: Speciale Tex 20; Color Tex 24 (episodio I due volti della legge).
- Carlo Ambrosini, ha realizzato: Speciale Tex 19.
- Mario Atzori, ha realizzato: Color Tex 14 (episodio Juliet), Albi di Tex Willer.
- Emanuele Barison ha realizzato: Tex Magazine 1 (episodio Artigli!), Color Tex 22 (episodio Il sicario).
- Marco Bechere, ha realizzato: Color Tex 20 (episodio La terribile banda).
- Jordi Bernet, ha realizzato: Speciale Tex 10.
- Enrico Bertozzi, ha realizzato: Color Tex 12 (episodio Abilene, Kansas).
- Enrique Breccia, ha realizzato: Speciale Tex 31, Tex Romanzi a Fumetti 13.
- Guido Buzzelli, ha realizzato: Speciale Tex 1.
- Renzo Calegari, ha realizzato: Almanacco del West 1994.
- Giuseppe Camuncoli, ha realizzato: Color Tex 6 (episodio Incontro a Tularosa).
- Massimo Carnevale, ha realizzato: Speciale Tex 36, Color Tex 18 (episodio La casa del giudice).
- Giampiero Casertano, ha realizzato: Color Tex 4 (episodio L'uomo sbagliato), Speciale Tex 37.
- Luigi Copello, ha realizzato: Almanacco del West 1994.
- Ugolino Cossu, ha realizzato: Maxi Tex 2008, Maxi Tex 2015 (episodio La rabbia di Rick Melville), Color Tex 2.
- Fabio D'Auria ha realizzato:  Color Tex 26 (episodio Il peggior nemico).
- Roberto De Angelis, ha realizzato: Speciale Tex 18, Albi di Tex Willer.
- Franco Devescovi, ha realizzato: Almanacco del West 2008.
- Mauro De Luca, ha realizzato: Maxi Tex 28 (episodio Neve Rossa).
- Giulio De Vita, ha realizzato: Tex Romanzi a Fumetti 4.
- Aldo Di Gennaro ha realizzato: Color Tex 18 (episodio Al palo della tortura).
- Roberto Diso, ha realizzato: Almanacco del West 2004, Maxi Tex 2003, Maxi Tex 2007, Maxi Tex 2010, Maxi Tex 2014, Maxi Tex 2018.
- Paolo Eleuteri Serpieri, ha realizzato: Tex Romanzi a Fumetti 1.
- Romano Felmang, ha realizzato: Maxi Tex 26 (episodio Il veleno della zingara).
- Lito Fernández, ha realizzato: Maxi Tex 2013.
- Marco Foderà ha realizzato:  Color Tex 26 (episodio Veleno Giallo).
- Giuseppe Franzella, ha realizzato: Color Tex 8 (episodio Minaccia nelle tenebre).
- Alarico Gattia, ha realizzato: Almanacco del West 1998.
- Nicola Genzianella, ha realizzato: Color Tex 4 (episodio La valle sacra).
- Marco Ghion, ha realizzato: Speciale Tex Willer 1.
- Giorgio Gualandris, ha realizzato: Color Tex 22 (episodio Falsa accusa).
- R.M. Guéra, ha realizzato: Tex Romanzi a Fumetti 9.
- Mario Jannì, ha realizzato: Color Tex 20 (episodio La voce del muto).
- Joe Kubert, ha realizzato: Speciale Tex 15.
- Patrizia Mandanici, ha realizzato: Color Tex 16 (episodio Attenti al lupo).

- Luca Michelucci ha realizzato: Color Tex 18 (episodio Rotaie).
- Majo, ha realizzato: Speciale Tex 33, Color Tex 22 (episodio Yavapai).
- Pedro Mauro, ha realizzato: Color Tex 24 (episodio Lunga notte a Cayote).
- Ivo Milazzo, ha realizzato: Speciale Tex 13.
- Giuseppe Palumbo, ha realizzato Speciale Tex 40.
- Goran Parlov, ha realizzato: Speciale Tex 11.
- Roberto Piere ha realizzato:  Color Tex 26 (episodio Una pepita d'oro).
- Patrick Piazzalunga, ha realizzato: Color Tex (episodio Rivolta a Vicksburg).
- Alessandro Poli, ha realizzato: Color Tex 12 (episodio Giustizia!); Tex Magazine 5 (episodio Raccolto insanguinato).
- Roberto Raviola (Magnus), ha realizzato: Speciale Tex 9.
- Corrado Roi, ha realizzato: Speciale Tex 29.
- Luca Rossi, ha realizzato: Color Tex 6 (episodio Nel buio).
- Mario Rossi, ha realizzato: Tex Magazine 7 (episodio Columbia River).
- Massimo Rotundo, ha realizzato: Speciale Tex 30, Tex Romanzi a Fumetti 18.
- Fabrizio Russo, ha realizzato: Tex Magazine 6 (episodio Il ladro gentiluomo); Color Tex 20 (episodio Funerale a Sierrita); Color Tex 24 (episodio I fratelli rapinatori).
- Franco Saudelli, ha realizzato: Tex Magazine 11 (episodio Le due prigioniere).
- Sandro Scascitelli, ha realizzato: Color Tex 4 (episodio Un covo di belve); Color Tex 17 (episodio Memorie di un soldato); Almanacco del West 2015.
- Marco Soldi, ha realizzato: Color Tex 12 (episodio Io ucciderò Tex Willer).
- Cristiano Spadavecchia ha realizzato:  Color Tex 26 (episodio Un vecchio debito).
- Angelo Stano, ha realizzato: Tex Romanzi a Fumetti 3.
- Orestes Suárez, ha realizzato: Speciale Tex 24.
- Sergio Tisselli, ha realizzato: Color Tex 8 (episodio Sfida alla vecchia missione).
- Rodolfo Torti, ha realizzato: Color Tex 15 (episodio Un capestro per Kit Willer); Maxi Tex 28 (episodio Il segreto della missione spagnola), Color Tex 20 (episodio Funerale a Sierrita).
- Giorgio Trevisan, ha realizzato: Color Tex 16 (episodio La voce del killer).
- Fabio Valdambrini, ha realizzato: albi di Tex Willer.
- Luca Vannini, ha realizzato: Color Tex 8 (episodio Chindi); Tex Magazine 3 (episodio Detenuto modello).
- Sal Velluto, ha realizzato: Color Tex 24 (episodio La leggenda di Porter Rockwell).
- Walter Venturi, ha realizzato: Color Tex 10 (episodio Un cavallo di pezza), Tex Magazine 2 (episodio Freedom Ranch).
- Frederic Volante, ha realizzato: Color Tex 22 (episodio Il professionista).
- Colin Wilson, ha realizzato: Speciale Tex 14.
- Roberto Zaghi, ha realizzato: Color Tex 12 (episodio Dal Tramonto all'alba).
- Sergio Zaniboni, ha realizzato: Speciale Tex 4.
- Laura Zuccheri, ha realizzato: Speciale Tex 34, Color Tex 21 (episodio La gazza ladra), Tex Romanzi a Fumetti 16.

### Disegnatori "fantasma"
Col termine "fantasma" si intende un autore non accreditato, il cui tratto però è stato riconosciuto in varie storie di Tex. In alcuni casi l'editore ne ha ammesso la presenza; in altri casi sono stati gli autori stessi a rivendicarne la paternità..
- Franco Bignotti
- Raffaele Cormio
- Angelo Corrias
- Lino Jeva
- Pietro Gamba
- Vincenzo Monti

- Giovanni Romanini
- Alfio Ticci
- Angelo Todaro
- Mario Uggeri
- Guido Zamperoni

I ritmi della pubblicazione, che, specialmente nei primi anni, Galep da solo non riusciva a sostenere, giustificavano il ricorso a questi disegnatori, spesso o mai accreditati ufficialmente. In altri casi, anche più recenti, la presenza di ghost artist era dovuta alla normale collaborazione tra autori. Esemplare il caso di Romanini, che realizzò alcune parti dei disegni del Texone di Magnus (soprattutto i cavalli); oppure quello dello "Studio Giolitti", in cui lavoravano sotto il nome di Giolitti (o meglio lo pseudonimo di Gilbert) Alfio Ticci (fratello di Giovanni) e Angelo Todaro. Spesso molti autori nati come ghost artist (soprattutto di Galep) divennero autori di altre collane della casa editrice, oppure ottennero di disegnare storie complete sulla collana di Tex.

### Coloristi
La serie regolare è stata per anni in bianco e nero tranne la copertina e solo con l'uscita del numero 100 eccezionalmente si interruppe la tradizione. In seguito la casa editrice trasformò l'eccezione in regola e da allora tutti i numeri multipli di 100 uscirono a colori. A questi si aggiunsero altri albi celebrativi in occasioni di anniversari (il sessantesimo e il settantesimo "compleanno" del personaggio). Dagli anni 10 del XXI secolo furono introdotte nuove pubblicazioni extra solo a colori e il ruolo dei coloristi da secondario acquista rilevanza, tanto che si passa dall'affidamento a studi esterni alla costituzione di fatto di un team di specialisti.
- Studio GFB Comics
- Overdrive studio
- Erika Bendazzoli
- Giulia Brusco
- Oscar Celestini
- Virginia Chiabotti
- Beniamino Del Vecchio
- Romina Denti
- Annalisa Leoni
- Matteo Vattani

## Ambientazione geografico-storica

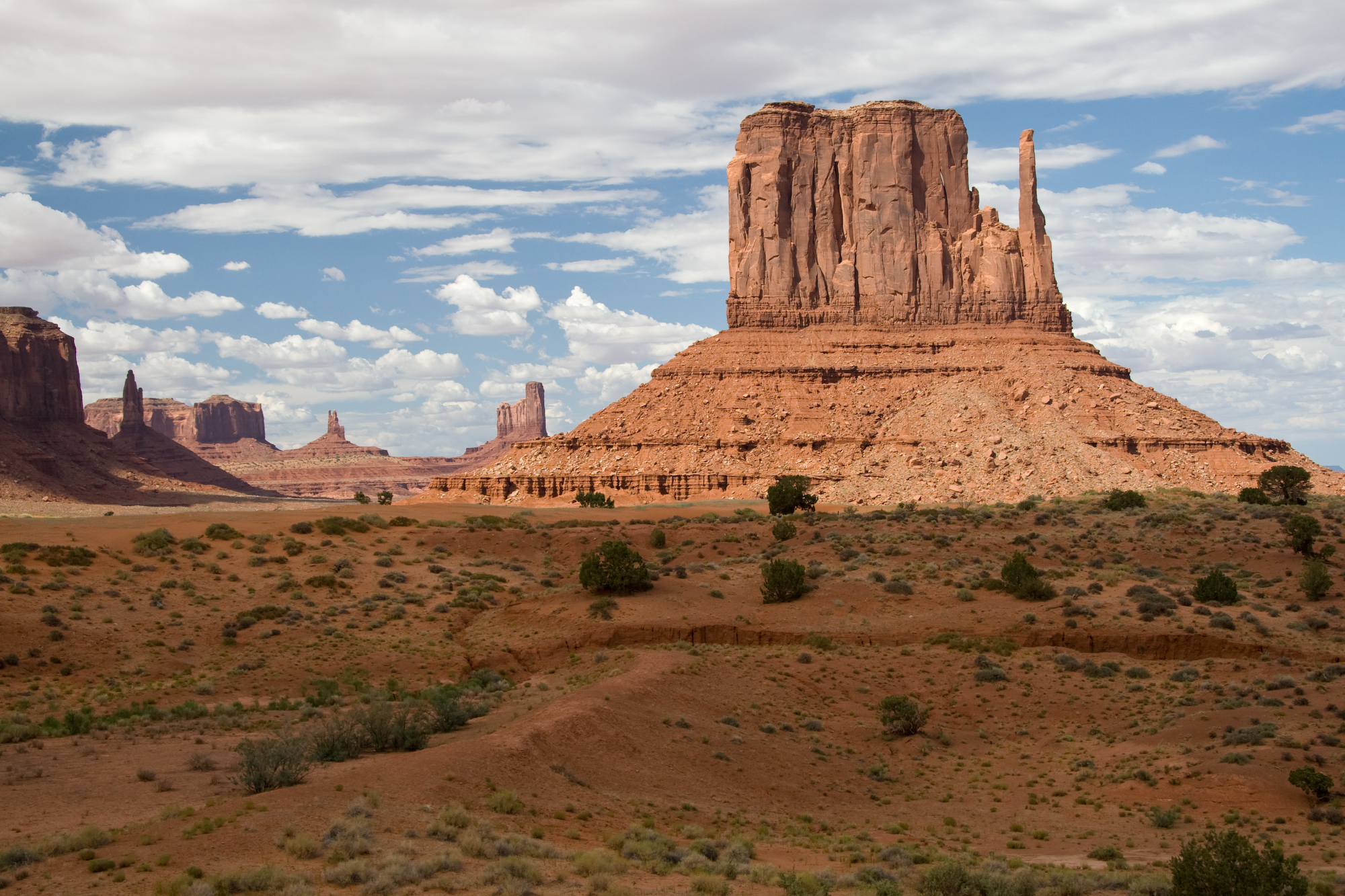
Un classico scenario delle avventure di Tex e dei suoi pards: la celebre Monument Valley

Gli autori hanno descritto con molta precisione le ambientazioni delle storie narrate, la maggior parte delle quali si svolgono nei territori del sud-ovest degli Stati Uniti e in particolare l'Arizona, dove è localizzata la riserva presso cui il protagonista dimora assieme ai pards, il Texas e il New Mexico. I confini "estremi" delle avventure sono invece molto più estesi, delimitati a nord dalla gelida Alaska e dal Canada, e a sud dal Messico, territori, specie l'ultimo, visitati non di rado da Tex.
Nella saga non mancano racconti che si dipanano in località remote, fra le quali:
- un atollo situato in un punto non precisato della Melanesia, dove i pards giungono al termine di uno scontro tra lupi di mare sull'Oceano Pacifico[67]
- la Colombia e la foresta tropicale dell'istmo di Panama[68]
- un barrio boliviano, presso il quale Tex e Carson assistono all'eliminazione definitiva degli esponenti di spicco dell'"Orda Selvaggia"[69]
- l'Argentina e il Cile, visitati in un'avventura narrata nel Texone intitolato Patagonia[70][71]
- Cuba teatro delle vicende descritte in un altro Speciale[72][73].
- la foresta pluviale del Guatemala.
- il Borneo dove si recano per inseguire un nemico efferato: la Tigre Nera.

Alcune storie sono introdotte da eventi che hanno per scenario la Francia, l'Inghilterra e l'Egitto, che però non vedono la partecipazione diretta di Tex.
Se generalmente gli autori prestano molta cura quando si tratta di inserire luoghi geografici reali, in un caso sono incorsi in una svista piuttosto clamorosa: nel n. 450, intitolato Missione speciale, sia nell'immagine in copertina che nelle vignette interne è rappresentato il Campidoglio, sede del Congresso degli Stati Uniti, mentre avrebbe dovuto esserci la Casa Bianca.
Non è facile stabilire con un sufficiente grado di certezza il periodo storico in cui i racconti narrati nel fumetto si svolgono. La difficoltà dipende in particolare dalla presenza di diverse incongruenze nella saga. In ogni caso, il dato più significativo è che i pards fanno uso quasi sempre di Winchester '73 e di Colt .45 come armi, entrambi in produzione dal 1873, quindi tutte le vicende tranne quelle nei primi albi sono ambientate all'incirca attorno al 1880.
Ci sono comunque altri elementi che possono fornire indicazioni di massima sulla datazione delle storie di Tex. Negli albi nn. 435, 436 e 437, si parla di una figura realmente esistita, Annie Oakley, e di lei si dice che ha 25 anni, il che ambienterebbe la storia nel 1885, o al più nel 1886.
Nell'albo numero 774 compare un francobollo Special Postal Delivery da 10 centesimi, la cui produzione è iniziata nel 1885.
Oltretutto in alcuni albi compare il dollaro Morgan, moneta che è stata coniata a partire dal 1878.
È impossibile fornire una data unica, innanzitutto per la mancanza di riferimenti espliciti nella narrazione, in secondo luogo perché la narrazione si snoda attraverso un periodo di tempo piuttosto lungo (si parte con un Tex ancora non sposato e senza figli per arrivare ai fumetti più recenti dove suo figlio Kit è un giovane adulto).
La collocazione storica degli avvenimenti vanta anche un celebre errore, peraltro ammesso dallo stesso editore Sergio Bonelli: nell'episodio n. 34, intitolato Sinistri incontri, appare un'automobile Ford T, uno dei primi modelli della Ford che fu prodotta dal 1908 al 1927 e che quindi, ai tempi in cui è ambientato il fumetto, non era stata ancora ideata.

## Personaggi

### I pards
Bonelli incentrò il suo fumetto su quattro personaggi al servizio della giustizia. Il protagonista si riferisce a loro come ai suoi pards, ovvero "soci" in inglese, e così indicati nei testi del fumetto. Pur non presenti in tutte le storie, i tre pards di Tex, sono spesso al suo fianco: Carson è il personaggio che compare più frequentemente, quasi in tutte le storie, mentre i restanti due, il figlio Kit e l'indiano Tiger appaiono con meno costanza. Se la coppia Tex e Carson è quella più rappresentata, negli anni sono state proposte tutte le possibili combinazioni, tra le quali quella del quartetto completo è la preferita nelle storie di ampio respiro.
- Tex Willer: il protagonista della serie, un veloce e prestante pistolero di circa quaranta anni (anche se nei primi albi è più giovane), è inizialmente un fuorilegge, ma ben presto viene arruolato nel corpo dei ranger del Texas, dove conosce Kit Carson. In seguito rassegna le dimissioni ma rientra in servizio non effettivo, restando a disposizione per particolari incarichi assegnatigli dal comando e usando la stella di ranger ogni qualvolta ne ravvisi la necessità. Tex è inoltre il capo supremo di tutte le tribù Navajos, dai quali è chiamato Aquila della Notte, e assolve per conto del governo degli Stati Uniti l'incarico di agente indiano della stessa riserva.[82] Di carattere fermo e risoluto, imbattibile nell'uso delle armi da fuoco[82] e nella lotta corpo a corpo, Tex è il più pericoloso avversario che un criminale possa incrociare sulla sua strada, sempre pronto ad intervenire in aiuto del più debole in nome della giustizia, anche a costo di scontrarsi con la legge, ma sempre seguendo un suo codice morale. Assume per brevi periodi anche la carica di sceriffo in cittadine che necessitano di aiuto e collabora anche con l'agenzia investigativa Pinkerton. Grazie alle innumerevoli imprese insieme ai suoi pards, è famoso in Arizona e in tutto il West, arrivando a guadagnarsi l'appoggio e l'amicizia di personaggi molto influenti tra cui perfino il Presidente degli Stati Uniti.
- Kit Carson: conosciuto dagli indiani con il nome di Capelli d'Argento,[83] è presente fin dal primo numero della seconda serie gigante, La mano rossa, quando aveva circa 30 anni, nel quale è già un ranger di grande fama, infatti è stato lui a istruire e a far diventare Tex, che era un giovane ranger inesperto, quello che è adesso. È un gran fuoriclasse sia con le pistole che con il Winchester, come Tex. È rappresentato (eccetto che nei primi dieci numeri) con i capelli, i baffi e il pizzetto bianchi, ma, nonostante l'età di circa 50/55 anni,[83] è ancora agile e scattante e si rivela un prezioso alleato anche nelle risse. Specie dai successori di Gianluigi Bonelli viene caratterizzato un po' brontolone e pessimista e irritabile se qualcuno lo chiama "nonnetto" a causa della sua candida capigliatura. Gli viene attribuita la reputazione di essere un donnaiolo, pur non essendo mostrate scene che suffraghino questa diceria. Memorabili sono i dialoghi con Tex nei quali puntualmente fa il ruolo dello iettatore, contrastando decisamente con il carattere sicuro e ottimista dell'amico. Dei 3 pards che accompagnano Tex è quello che appare di più nelle varie avventure poiché gli altri due sono spesso impegnati a badare alla riserva Navajo, è anche il pard con più esperienza e, come "gerarchia", è il secondo dopo Tex.
- Kit Willer: dai Navajo chiamato Piccolo Falco, è il figlio di Tex e della sua moglie indiana Lilyth.[84] Appare fin dai primi numeri[85], ma è solo a partire dal dodicesimo (Il figlio di Tex[86]) che è abbastanza cresciuto da seguire Tex nelle sue missioni, con un'età di circa 18 anni. Tex gli dà quel nome in onore del suo amico Carson, che ne è il padrino e a cui si rivolge simpaticamente con il termine di "Zio". Viene fatto studiare da Tex nella missione di Santa Anita,[87] con la prospettiva di avviarlo alla carriera militare, ma Kit preferisce seguire le orme paterne, diventare ranger, ed andare in giro per il West a scontrarsi con fuorilegge e criminali. Tex lo ha addestrato nell'uso delle armi da fuoco e conosce tutti i trucchi indiani, che gli sono stati insegnati da Tiger Jack nella riserva Navajo in cui è cresciuto.[88]
- Tiger Jack: compare per la prima volta nell'ottavo albo (Due contro cento[89]) ed è un guerriero Navajo fratello di sangue di Tex.[88] Ha iniziato a seguire il ranger nelle sue avventure dopo la scomparsa di Lilyth ed è diventato nel tempo un compagno insostituibile, specialmente nelle storie che hanno come protagonisti i nativi americani. A differenza degli altri tre pard Tiger usa preferibilmente il Winchester, in modo eccelso naturalmente, pur non disdegnando le colt, il coltello, l'arco e il tomahawk. La sua specialità sta nel trovare tracce e seguire piste, dove è insuperabile. L'età non è nota, si può però presumere che sia di 35/40 anni,[88] pertanto Tiger è più giovane di Tex di pochi anni.

### Indiani Navajos

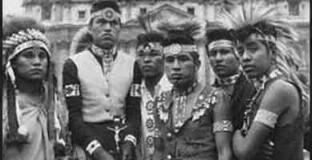
Nativi Navajo

Il primo incontro tra Tex ed i Navajos è piuttosto turbolento: per poco Tex non viene ucciso al palo della tortura, dal quale si salva sposando Lilyth, la figlia del sakem Freccia Rossa. Con il matrimonio Tex entra a far parte della tribù, della quale diventerà in seguito capo indiscusso. Solo in rare occasioni la sua autorità è sfidata apertamente da guerrieri navajo: il più noto contendente di Tex è Sagua, il presunto figlio illegittimo di Freccia Rossa. Naturalmente, vivendo con loro, Tex riesce a comprenderne come pochi altri visi pallidi gli usi ed i costumi e ne apprezza le doti di lealtà e coraggio. Parla la loro lingua e sa comunicare attraverso i segnali di fumo.
Sfoggiare la cintura di wampum, in seguito divenuta una fascia, che gli appartiene come capo dei Navajos, gli permette inoltre di essere trattato con rispetto ed amicizia dalla maggior parte delle tribù pellerossa.
Tex, in qualità di agente indiano della Riserva Navajo, ne gestisce l'economia. Grazie allo sfruttamento di alcuni giacimenti auriferi all'interno della riserva stessa, dispone di considerevoli risorse economiche custodite nelle banche di Flagstaff e Gallup.
La difesa dei diritti del suo popolo porta Tex, in uno degli episodi più celebri della saga (Sangue Navajo), a far dissotterrare l'ascia di guerra, ingaggiando addirittura una guerra contro le giacche azzurre, evitando comunque che lo scontro causi perdite tra i soldati.

### Altri comprimari
Tra gli amici di Tex, che compaiono saltuariamente nelle sue avventure, sono da ricordare:
- El Morisco[94][95], scienziato e curandero egiziano trapiantato nello Stato messicano del Chihuahua presso la città di Pilares, il cui vero nome è Ahmed Jamal. Viene talvolta definito Brujo bianco.
- Jim Brandon[96][97], colonnello della Mounted Police (Giubbe rosse).
- Gros-Jean[96][97], meticcio franco-canadese e cacciatore di pellicce; appare in uno dei primi numeri della serie come membro de "La Mano Rossa", una banda di rivoltosi ostile al dominio inglese alle prese con un goffo tentativo di eliminare Tex, del quale diventa subito dopo amico e prezioso alleato.
- Montales, prima guerrigliero messicano, poi vicepresidente sotto il governo di Benito Juárez.
- Pat Mac Ryan, grosso e simpatico pugile irlandese dalla forza erculea, anche se un po' sempliciotto, sempre pronto a seguire Tex e Carson nelle loro imprese più disparate.
- Cochise, capo della tribù chiricahua e capo generale di tutte le tribù Apache, ispirato al capo indiano realmente esistito.
- Phil Davis, generale dell'esercito, amico di Tex.
- Lefty Potrero, ex-lottatore, proprietario della palestra "Hercules Gymnasium" di San Francisco, che con la sua banda di culturisti (tra i quali Angelo e Bingo) e donne muscolose (Dame della Santa Lega) aiuta spesso e volentieri Tex a sgominare intere organizzazioni cinesi.
- Tom Devlin, capo della polizia di San Francisco.
- Nat Mac Kennet, sceriffo di New Orleans.
- Kenneth Bowen, abile pistolero che ucciderà la famiglia di un ragazzo, e pentitosi degli atti commessi, ne diventa padre adottivo, all'insaputa del ragazzino. Morirà in seguito al fianco di Tex.

### Avversari
- Mefisto (vero nome Steve Dickart), personaggio "infernale" e nemesi del ranger, è presente fin dal terzo albo (Fuorilegge). Inizialmente è un criminale comune, assoldato come spia da una potenza straniera, che usa come copertura i suoi spettacoli, in cui si esibisce come mago illusionista. Successivamente acquisisce poteri paranormali, anche grazie allo studio dell'occultismo, e cerca di mettere Tex ripetutamente in difficoltà. Nonostante ne venga mostrata la morte in seguito all'ennesimo scontro con il ranger[98], il diabolico individuo riesce a tornare come spirito dall'oltretomba per guidare il figlio Blacky contro i mortali nemici. Infine viene addirittura riportato in vita dal medium indiano Narbas, sotto la direzione della sorella dello stregone, Lily Dickart[99]. Ricompare nuovamente come direttore del manicomio Black Mountain sotto il falso nome dello psichiatra Dottor Weyland, tentando nuovamente di punire i suoi storici nemici[100].
- Yama (vero nome Blacky Dickart), fa la sua apparizione nell'albo a lui dedicato. È il figlio di Mefisto ed è altrettanto pericoloso: eredita dal padre i poteri magici in cambio della promessa di vendicarne la morte, conseguendo però gli stessi risultati fallimentari. In seguito Yama, caduto in depressione dopo l'ultimo fallimento, dimentica le arti magiche, abbandonando il proposito di sconfiggere Tex ed i suoi pards e torna a fare l'artista girovago con la madre Myriam. Ricompare anch'esso, al fianco del padre nel manicomio, dopo essere uscito da un periodo di follia[100].
- Proteus, vero nome Perry Drayton, l'uomo dai cento volti, capace di camuffarsi e di assumere le sembianze di qualsiasi individuo, compreso Tex. Presente in quattro avventure, è stato uno degli avversari più forti ed astuti che Tex abbia mai affrontato.
- El Muerto, abilissimo pistolero dal volto sfigurato, pseudonimo di Paco Ordoñez.
- La Tigre Nera, alias il principe di Sumankan della Malaysia.
- Andrew Liddell, noto come il Maestro, un folle ed avido scienziato.
- John Coffin, ranchero avido e privo di scrupoli di Culver City, il primo nemico di Tex.
- Ruby Scott, l'unico uomo che sia mai riuscito a battere Tex in duello, sebbene con un trucco (nel n. 99 La sconfitta).
- Rakos, (che si scoprirà essere l'anagramma di Sokar), un sacerdote dell'antico Egitto.
- Paul Balder detto El Carnicero (Il Macellaio), proprietario terriero senza scrupoli ed ex cacciatore di scalpi.
- Pedro Galindez, detto "il Cobra", prima leader di un gruppo di ribelli ostili al governatore dello Stato di Chihuahua in Messico, quindi capo di una banda di desperados.
- Boris Leonov, il ricco cognato di Mefisto, che finisce ucciso dallo stesso stregone.
- L'Uomo di Flagstaff, alias Marcus Parker, un misterioso "pezzo grosso" di Flagstaff che predispone un elaborato piano per far arrestare Tex ed impossessarsi così dell'oro della riserva Navajo. Solo dopo una lunga e memorabile serie di vicende Tex riuscirà ad evadere dal carcere per poter passare al contrattacco.

Ci sono anche avversari più insoliti o soprannaturali, come gli zombi che appaiono in varie storie; extraterrestri, come "Il Figlio di Manito", un alieno dalle sembianze umane e dalla pelle squamosa, munito di una terribile arma a raggi; oppure mutanti, come gli indiani Ghundar, abitanti delle nevi del Monte Rainier, trasformati in uomini-rettile dal contatto con delle astronavi precipitate in epoca remotissima, a somiglianza dei loro piloti; oppure una specie di uomo lupo, un diablero per messicani e indios Yaqui, chiamato Guaimas.
Singolari sono anche i Ricci della Morte, strane forme di vita animale aliena che crescono sul sito dove era caduto un meteorite (che nella fantasia dell'autore dà vita al celebre Meteor Crater), in grado di causare la morte tra le tribù locali dell'Arizona e che verranno debellati irrorando con una sostanza per loro letale (l'alcool) il cratere. Non mancano neanche gli incontri con i dinosauri, presenti in ben due episodi distinti.
Una delle rare figure controverse della saga è il Capitano Drake alias "Barbanera", marinaio capo del veliero "Black Shark": durante il primo incontro è un avversario, mentre successivamente si trasforma in prezioso alleato.

### Personaggi femminili
Nel fumetto la presenza femminile è alquanto scarsa. Solo nei primissimi albi ne ritroviamo qualcuna, in particolare Tesah, Marie Gold e Lupe. La stessa Lilyth compare solo in pochi episodi iniziali e in alcune rarissime analessi. Se prima dell'entrata in scena della moglie Tex non sembra insensibile al fascino femminile, dopo la sua scomparsa non instaura più relazioni affettive con altre donne. Se ad Aquila della Notte non sono più state attribuite relazioni sentimentali, recentemente ne hanno avute, in più di un'occasione, i pards.
Anche nel ruolo di nemiche il gentil sesso fa capolino nel fumetto solo saltuariamente. Tra le figure meglio riuscite di avversarie si possono ricordare:
- Satania, a capo di una banda di malviventi
- Loa, sacerdotessa voodoo, alleata prima di Mefisto e poi di Yama.
- Lily Dickart, la diffidente sorella di Mefisto, che prova anch'essa un odio profondo per il ranger che l'ha arrestata in passato in due diverse occasioni.
- La Maschera di Ferro, capo-banda criminale di New Orleans
- Le streghe Mah-Shai, Mitla[95] e Zhenda.
- Katy Dawn[97] figlia di un indiano Inuit e Mary, la figlia del Maggiore Compton
- Ruth, alleata di Mefisto nella sua ultima apparizione sembra essere particolarmente sadica e impone con gioia i trattamenti più duri ai pazienti del manicomio diretto da Mefisto stesso che sembra pure interessato a insegnarli la magia nera. Non dimostra alcuna remora morale nemmeno con i traditori del suo padrone[100].

## Fonti di ispirazione

### Cinema
Fonte d'ispirazione del fumetto sono i film western dell'epoca d'oro. Ci sono infatti molte citazioni di film noti. Ad esempio, in un episodio di Tex del 1989, Piccolo Lupo, è particolarmente evidente un omaggio a Ombre rosse, capolavoro del regista John Ford, di cui il fumetto ricalca notevolmente la trama. I personaggi all'interno della carrozza sono chiaramente ispirati a quelli del film, con alcune differenze (il dottore ubriaco diventa un anziano capitano accusato di codardia, il giocatore d'azzardo un cacciatore di taglie, la prostituta un'innocente maestrina, il Dottor Peacock diventa il sarto Adam Peabody, il ladro della compagnia mineraria un affarista uxoricida) ed alcune scene sono riprodotte (la freccia che si conficca a pochi centimetri dalla ragazza). Uno dei sottotitoli che dividono il racconto è proprio Ombre Rosse.

### Personaggi e avvenimenti storici
Alcune storie di Tex vedono come co-protagonisti o contengono citazioni di personaggi storici, oppure fanno riferimento ad eventi realmente accaduti. Si tratta in genere di piccole forzature che sembrano avere più che altro lo scopo di rendere più credibile la trama narrata, omaggiando nel contempo alcune celebrità dell'epopea western.
Tra i personaggi storici che fanno la loro comparsa nel fumetto si possono ricordare: alcuni valorosi capi indiani, quali i celeberrimi Cochise e Geronimo, Toro Seduto e Cavallo Pazzo, il generale Custer, il famoso cacciatore di bisonti Buffalo Bill, il pistolero Wild Bill Hickok e Calamity Jane. Inoltre Tex se la deve vedere anche con alcune celebri bande criminali come il mucchio selvaggio di Butch Cassidy e la banda Dalton.
Tra i fatti storici in cui il personaggio si trova coinvolto, il più noto è la guerra di secessione americana, a cui Tex partecipa pur senza indossare alcuna divisa. Nella fantasia dell'autore il conflitto sorprende Tex ancora in veste di cowboy, mentre è in viaggio con due compagni di ventura, "Damned" Dick Dayton e Rod Virgil, per vendere una piccola mandria. Rod entra nelle file dei confederati; Tex e "Damned" Dick, invece, favorevoli all'abolizione dello schiavismo, pur essendo texani, si arruolano come esploratori civili nel 3º Cacciatori dell'esercito unionista. Il loro contributo al conflitto consiste in una serie di azioni di guerriglia e sabotaggio a danno dei sudisti. Mentre infuria la battaglia di Shiloh, ritrovano sul fronte opposto l'amico Rod colpito a morte. Di fronte a questo tragico evento, Tex giura di non impugnare più un'arma in quella che ormai considera un'assurda guerra fratricida, se non per autodifesa, maturando un sentimento di convinto antimilitarismo. In seguito verranno narrati altri scorci di questo importante periodo della vita di Tex, sia con la presenza di Dick che in solitaria.
Tex e Kit Carson assistono alla Battaglia del Rosebud da una collina e Tex alla morte del generale George Armstrong Custer durante la Battaglia del Little Bighorn dove incontra anche quello che ne sarà l'ultimo sopravvissuto (Giovanni Martini).
Tex e Kit Carson aiutano alcuni coloni partecipando attivamente alla corsa alla terra dell'Oklahoma.
C'è da segnalare però un'incongruenza nella coerenza storica della saga, tra queste vicende e quelle narrate nei primi albi (ad esempio nel n. 20, Un piano ardito), nei quali si parla della guerra di secessione come di un conflitto in atto, senza però menzionare alcun tipo di coinvolgimento diretto da parte di Tex.

## Riepilogo pubblicazioni

### Tex
- Tex: collana principale. Inizialmente la collana riproponeva una ristampa delle storie del personaggio già pubblicate nella collana a strisce e solo dal numero 96 dell'ottobre 1968 iniziano le avventure inedite di Tex per continuare fino ad oggi. La collana inizialmente è chiamata Tex gigante nuova serie assumendo la denominazione definitiva di Tex dal numero 162. Dopo i primi numeri stampati in misura leggermente maggiore la serie si stabilizza sul classico formato noto come il formato bonelliano. Esordisce nell'ottobre 1958 e assume una periodicità mensile dal 1964.
- Tex tre stelle: prima ristampa ufficiale di Tex in tutto simile all'originale tranne per la presenza di tre stelle sul dorso dei volumi e con alcuni testi e disegni riveduti e corretti, pubblicata con cadenza mensile da marzo 1964 fino a febbraio 2017 per 636 numeri.
- Tutto Tex: ristampa di Tex che esordisce nel 1985 con cadenza mensile.
- Tex nuova ristampa: ristampa di Tex che esordisce nel 1996 con cadenza mensile.
- Classic Tex: ristampa a colori di Tex che esordisce nel 2017 con cadenza mensile.
- Tex collezione book: ristampa cartonata di Tex che esordisce nel 2025 con cadenza mensile.

### Albi fuori serie
- Tex albo speciale: collana con storie speciali affidate a disegnatori italiani ed internazionali di prestigio che esordisce nel 1988 con cadenza annuale.
- Tex stella d'oro: ristampa di Tex albo speciale che esordisce nel 2005 con cadenza semestrale.
- Maxi Tex: collana con storie di Tex con maggiore foliazione rispetto alla serie regolare che esordisce nel 1991 con cadenza semestrale.
- Almanacco del west: collana che contiene una storia completa di 92 pagine, recensioni cinematografiche e letterarie delle novità riguardanti il genere western e rubriche inerenti personaggi legati al mondo della frontiera; pubblicata con cadenza annuale da gennaio 1994 a gennaio 2015 per 22 numeri.
- Tex Magazine: collana che prende il posto di Almanacco del west con un restyling grafico, presenza di più storie, di cui una breve dedicata anche ai co-protagonisti; esordisce nel 2016 con cadenza annuale.
- Tex Color: collana con storie di Tex a colori che esordisce nel 2011 con cadenza prima annuale e poi semestrale.
- Tex romanzi a fumetti: collana di volumi cartonati con storie di Tex affidate a maestri del fumetto d'autore che esordisce nel 2014 con cadenza annuale.
- Super Tex: ristampa a colori delle storie apparse al di fuori della serie regolare che esordisce nel 2021 con cadenza mensile.

### Tex Willer
- Tex Willer: collana con storie della vita del giovane Tex, che esordisce nel 2018 con cadenza mensile.
- Speciale Tex Willer: collana con storie speciali di Tex Willer, che esordisce nel 2019 con cadenza semestrale.
- Tex Willer Extra: collana che ristampa alcune storie di Tex Willer, che esordisce nel 2021 ed esce da giugno a settembre/ottobre.

## Edizioni estere
Il successo del fumetto è testimoniato anche dalle numerose pubblicazioni in altri paesi, sia europei che di altri continenti.

### Edizioni europee

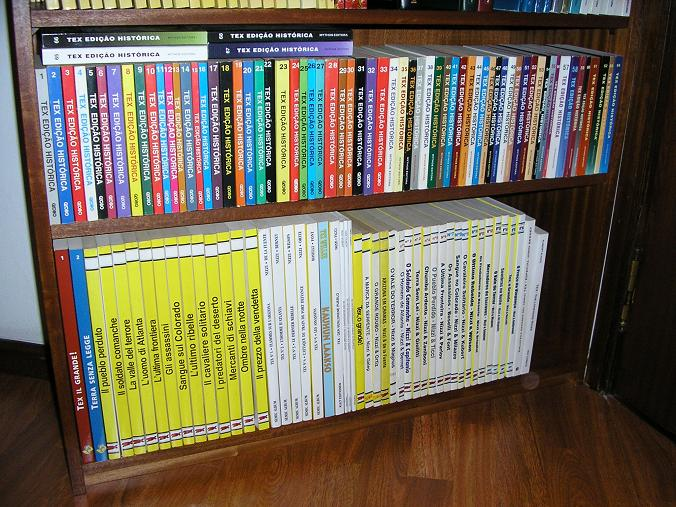
Tex portoghesi

- Francia: edito inizialmente da Libraire Moderne fin dal 1948 nel formato a striscia con il nome di Texas Boy; successivamente esce anche sotto altre testate, tra cui Mustang, Rodeo, Yuma e Special Rodeo. La distribuzione passa poi all'editore Lug che fa conoscere il fumetto in diversi paesi francofoni (Belgio, Canada, Tunisia), in un formato parzialmente diverso da quello classico, il cosiddetto petit format. Tex è stato pubblicato in Francia fino al 2008.[112]
- Spagna: viene edito come Texas Bill per la prima volta nel 1949, nel formato a strisce per 168 numeri. L'editore Buru, negli anni settanta, stampa 92 numeri nel classico formato, che contribuiscono a far conoscere il fumetto anche sui mercati latino-americani (Messico e Venezuela). Dal 2002 è pubblicato dalla Planeta De Agostini e poi da Aleta Ediciones.[113]
- Finlandia: pubblicato dal 1953 ed è tuttora presente dopo oltre 500 numeri complessivi.[113] Si diffonde dapprima nel formato a strisce e successivamente nella serie Kansas Sarja, che diviene nota in molti paesi del Nord-Europa. La testata, Tex Willer e non semplicemente Tex, esce in un formato più piccolo di quello bonelliano e ha la caratteristica, ripresa da altre versioni di paesi nordici, di ripartire ogni anno dal n.  1. Da segnalare che le uscite annuali sono 16. Escono anche i MaxiTex e i Texoni.
- Norvegia[113]: pubblicato dal 1961, seguendo la stessa trafila della confinante Finlandia. Sono stati pubblicati oltre 500 numeri. Sono stati pubblicati anche i Texoni.
- Il fumetto è stato stampato anche in Svezia e Danimarca, dove non ottiene lo stesso riscontro degli altri paesi scandinavi. Le pubblicazioni svedesi hanno le copertine realizzate in parte da autori locali e nella testata sono inserite anche storie di altri personaggi.
- Paesi Bassi: pubblicato dal 1971 al 1981 per un totale di 128 albi, con il titolo Tex Willer Classics e più tardi Tex Willer.[114]
- Regno Unito: breve apparizione negli anni settanta per le edizioni Western Classics
- Germania: dal 2000 edito da Comic Club Hannover, escono 20 numeri a tiratura limitata (200 copie) molto ambiti dai collezionisti.
- Ex Jugoslavia[113]: trova miglior accoglienza fin dal 1967 pubblicato dall'editrice Dvevnik. Dopo la dissoluzione della Jugoslavia, continua ad avere un seguito soprattutto in Croazia e Serbia.
- Nei paesi dell'Europa orientale è stato presente anche in Albania e Repubblica Ceca ed è stato recentemente proposto al pubblico russo. Esiste anche la versione greca, in cui la testata è presente col nome di Tex Ponteo.

### Edizioni extra-europee
In alcuni paesi extraeuropei la diffusione del fumetto è dovuta alla distribuzione di pubblicazioni edite in altre nazioni che condividono la stessa lingua, come ad esempio le pubblicazioni spagnole in Messico, Venezuela e Argentina, dove in quest'ultimo è noto come Colt el justiciero e il personaggio è rinominato Colt Miller.
- Turchia[113]: inizialmente conosciuto come Teks. Dal 2000 edito da Oglak una serie mensile a partire dal numero che corrisponde al 401 dell'edizione italiana.
- India[113]: 49 numeri facenti parte della serie Lion Comics che ha superato i 200 numeri.
- Viene pubblicato in tamil e diffuso in Sri Lanka e Indonesia.
- Breve apparizione sul mercato israeliano.
- Brasile[113]: ha ottenuto riscontri di pubblico paragonabili a quelli in Italia ed è presente dagli anni cinquanta, come Texas Kid, pubblicato nel tempo da diversi editori, riuscendo a raggiungere anche la tiratura di 150 000 copie mensili. Escono diverse pubblicazioni, tra cui nel 1987 Tex Coleção (ristampa equivalente alla collana Tutto Tex) dell'Editrice Globo, la serie Edição Histórica (bimestrale, con copertine realizzate per l'occasione da Villa e poi allegate in Italia a Tex Nuova Ristampa), l'Edição special colorida con l'Editora Mythos e altre ancora.
- Stati Uniti: nel paese dove è ambientato il fumetto e patria del genere western, venne pubblicato il Texone disegnato da Kubert dalla Dark Horse Comics e Strip Art Features. La serie rimase praticamente inedita fino al 2017, quando alcuni numeri vennero pubblicati dalla Epicenter Comics, a partire da Tex: Patagonia; il numero più recente, Tex: Captain Jack, è stato pubblicato nel novembre 2023.[115]

## Altri media

### Narrativa
- Il massacro di Goldena (1951): romanzo scritto da Giovanni Luigi Bonelli. La trama è utilizzata anni dopo come sceneggiatura dell'episodio della serie regolare Territorio apache (n. 108 Inferno a Robber City e n. 109 Massacro!). Nel settembre del 2008, in occasione del sessantesimo anniversario del fumetto, il romanzo è stato allegato in omaggio insieme all'albo n. 575, in una versione riveduta e corretta da Sergio Bonelli.
- Alla ricerca di un secondo paradiso (1982, Mondadori): racconto scritto da Piero Pieroni e pubblicato all'interno del Manuale di Tex nel West.
- Tex Willer - Il romanzo della mia vita (2011, Mondadori): romanzo scritto da Mauro Boselli con illustrazioni di Fabio Civitelli; il romanzo ripercorre le principali vicende del personaggio, che lo stesso Tex narra in prima persona, alcuni anni dopo gli accadimenti, a un giornalista[116].

### Cinema
- Fra gli anni sessanta e settanta Gianluigi Bonelli lavorò ad una trasposizione cinematografica del fumetto che, però, non si concretizzò mai. Fondò una sua casa di produzione, la Condor cinematografica con sede a Milano, scrisse la sceneggiatura basandosi sulla storia Fort Defiance del 1969, scattò alcune foto per le possibili ambientazioni e contattò Charlton Heston e Jack Palance proponendogli l'interpretazione di Tex e Kit Carson.[117][118]
- Tex e il signore degli abissi (1985, regia di Duccio Tessari): trasposizione della storia narrata negli albi dal n. 101 al n. 103.[118]

### Radio
- Le avventure di Tex Willer (20 episodi, Radio2, 2001): storie di Tex riadattate in forma di sceneggiato radiofonico. La voce di Tex è di Marco Mete.
- Ombre nella notte (10 episodi, 2004). La voce di Tex è di Francesco Pannofino.
- Tex - Mefisto! (2012, su Rai Radio 2, vanno in onda le 10 puntate). La voce di Tex è di Francesco Pannofino[119]

### Cartoni animati
- SuperGulp! I fumetti in TV: alcuni episodi della serie a fumetti sono trasmessi come cartoni animati a immagine fissa, simile agli odierni motion comics.
- Tex & Company: all'inizio degli anni ottanta, altri episodi realizzati con la stessa tecnica vengono trasmessi insieme ad episodi di Zagor, del Comandante Mark, di Ken Parker e di altri eroi Bonelli. Del programma esiste anche una sigla a 45 giri dedicata al personaggio, interpretata da Marco Ferradini, dal titolo La ballata di Tex.

### Giochi e videogiochi
- Nel 2017 viene messa in vendita una versione Monopoly della Hasbro adattato al personaggio e al suo mondo immaginario.[120]
- Sono stati realizzati alcuni videogiochi sviluppati dalla software house italiana Simulmondo intorno al 1993 per Amiga e MS-DOS: Tex: Piombo caldo venduto nei negozi, e una serie di Tex venduta in edicola in 12 numeri.[121]

## Impatto culturale, mostre e riconoscimenti

Il francobollo del 1996

- Nel settembre 2012 viene presentato un documentario (uscito poi in DVD) intitolato Come Tex Nessuno Mai, omaggio del regista Giancarlo Soldi all'editore del fumetto ad un anno dalla scomparsa[122].
- Sulla copertina dell'album Bertex - Ingresso libero di Loredana Bertè la cantante è ritratta nei panni del ranger.
- Il 31 ottobre 1996, in occasione del centenario dalla nascita del fumetto, le Poste italiane emettono due francobolli, uno dedicato a Tex dal valore di 750 lire emesso e l'altro a Corto Maltese da 850 lire. Il disegno del primo è eseguito da Rita Morena e la tiratura fu di tre milioni di pezzi.[123]
- Nel 2011 è stato pubblicato un compact disc, intitolato My Name Is Tex realizzato da Graziano Romani interamente dedicato a Tex, contenente sia canzoni tradizionali dell'epopea western sia inediti composti dall'autore per l'occasione. La copertina del cd è stata realizzata da Giovanni Ticci storico disegnatore delle avventure del ranger[124].
- Nel 2015 al personaggio viene dedicato un album di figurine Panini, che come omaggio contiene al suo interno una breve storia inedita, La valle sconosciuta, di Boselli e Piccinelli.[125]
- Nel 2012, al fumetto è stata dedicata una puntata della docu-serie Fumettology andata in onda su Rai 5.
- Tex Willer arriva a Torino (8-15 aprile 2014), esposizione di tavole di Fabio Civitelli e Giovanni Ticci.[126]
- Nel 2018, in occasione del settantesimo anniversario dalla testata, viene allestita una mostra al Museo della Permanente a Milano intitolata Tex. 70 anni di un mito.[127]
- Nel 2019 viene confermata la realizzazione di un parco a tema in una vecchia cava situata nel Comune di Montegrotto Terme, acquistata dalla Sergio Bonelli Editore.[128]

### Citazioni all'interno di altri fumetti
I richiami, più o meno espliciti, del personaggio che si trovano nelle pagine di altri fumetti, sia Bonelli che di altre case editrici, se per molti anni sono praticamente nulle, successivamente si fanno sempre più frequenti.
- Uno dei più noti è il riferimento che si può vedere in un albo di Ken Parker[129]: il protagonista nota in un saloon Tex e i suoi pards intenti a parlare «per ore» e ovviamente a scatenare una rissa.
- In un numero di Topolino della Mondadori, in una storia ambientata nel West, si intravedono nella strada principale del paese le figure di Tex e Kit Carson a cavallo che, benché di spalle, sono riconoscibili per la camicia gialla di Tex e la casacca a frange del suo pard. Nel numero 2964 della stessa testata, uscito nelle edicole il 12 settembre 2012, la parodia è dichiarata palesemente dallo stesso autore Corrado Mastantuono. L'episodio da lui sceneggiato e disegnato (Bum un ranger in azione) oltre ad essere ambientato nel vecchio West, fa uso di richiami a scenari e frasi tipicamente texiani, a partire dal nome degli stessi protagonisti (Bum Willer, Pap Carson e Architaigher)[130].
- Nel n.256 di Dylan Dog[131] c'è un esplicito omaggio al fumetto della medesima casa editrice: in una vignetta si vede la figura del ranger ed il classico logo che contraddistingue la testata. L'ambientazione della tavola è all'interno di un negozio per collezionisti.
- Tex Miller è una parodia a luci rosse di Tex, pubblicata nel 1976 e uscita con un solo numero, perché la Daim Press (l'attuale Sergio Bonelli Editore) ottenne la sospensione delle pubblicazioni, ritenute lesive dell'immagine di Tex.
- Un'altra parodia di Tex, Fax Palle in Canna fu pubblicata dalla Zero Press di Sal Virelli a metà degli anni novanta. La storia ironizzava su vari elementi del mondo western (ad esempio il personaggio di Ringo appariva come testimonial degli omonimi biscotti e Balla coi Lupi era ritratto con movenze da ballerino) e sull'assenza di momenti erotici nella collana texiana. A disegnarla fu il capitolino Leomacs, più tardi assunto proprio dalla Bonelli e in seguito entrato a far parte dello staff che realizza le storie del ranger.